# チェコの世界遺産
チェコの世界遺産（チェコのせかいいさん）はユネスコの世界遺産に登録されているチェコ国内の文化・自然遺産の一覧。チェコの世界遺産条約批准は1993年3月26日である。

## 文化遺産
- プラハ歴史地区 - （1992年）
- チェスキー・クルムロフ歴史地区 - （1992年）
- テルチ歴史地区 - （1992年）
- ゼレナー・ホラの聖ヤン・ネポムツキー巡礼教会 - （1994年）
- クトナー・ホラの聖バルボラ教会のある歴史地区とセドレツの聖母マリア大聖堂 - （1995年）
- レドニツェとヴァルティツェの文化的景観 - （1996年）
- クロムニェジーシュの庭園と城 - （1998年）
- ホラショヴィツェ歴史地区 - （1998年）
- リトミシュル城 - （1999年）
- オロモウツの聖三位一体柱 - （2000年）
- ブルノのトゥーゲントハット邸 - （2001年）
- トシェビーチのユダヤ人地区と聖プロコピウスのバシリカ - （2003年）
- エルツ山地（クルスナホリ）鉱業地域 -（2019年 / ドイツと共有）
- クラドルビ・ナト・ラベム（英語版）の儀礼用馬車馬の繁殖・訓練の景観 -（2019年）
- ヨーロッパの大温泉保養都市群 - （2021年。ほか6か国と共有）

## 自然遺産
- カルパティア山脈とヨーロッパ各地の古代及び原生ブナ林（2021年より。ほか17か国と共有）

## 複合遺産
なし

## 地域別

### 首都プラハ
- プラハ歴史地区

### ヴィソチナ州
- テルチ歴史地区
- トシェビーチのユダヤ人地区と聖プロコピウスのバシリカ

### ウースチー州
- エルツ山地（クルスナホリ）鉱業地域

### オロモウツ州
- オロモウツの聖三位一体柱

### カルロヴィ・ヴァリ州
- エルツ山地（クルスナホリ）鉱業地域
- ヨーロッパの大温泉保養都市群

### ズリーン州
- クロムニェジーシュの庭園と城

### 中央ボヘミア州
- クトナー・ホラの聖バルボラ教会のある歴史地区とセドレツの聖母マリア大聖堂

### パルドゥビツェ州
- リトミシュル城
- クラドルビ・ナト・ラベム（英語版）の儀礼用馬車馬の繁殖・訓練の景観

### 南ボヘミア州
- チェスキー・クルムロフ歴史地区
- ホラショヴィツェ歴史地区

### 南モラヴィア州
- ゼレナー・ホラの聖ヤン・ネポムツキー巡礼教会
- レドニツェとヴァルティツェの文化的景観
- ブルノのトゥーゲントハット邸